# U-30 (Kriegsmarine)
U-30 je bila nemška vojaška podmornica Kriegsmarine, ki je bila dejavna med drugo svetovno vojno. 
Sodila je v prvo skupino šestih podmornic srednjega razreda VIIA, ki so jih izdelali v severnonemškem pristanišču Bremen, v ladjedelnici AG Weser. Naročilo za njeno izdelavo je bilo podpisano 1. aprila 1935, njena proizvodna serijska številka je bila werk 911, graditi so jo začeli 24. januarja 1936, splovili so jo 4. avgusta istega leta in dokončali ter predali v uporabo 8. oktobra 1936. Njen prvi poveljnik je bil Hans Cohausz, v vojni pa jo je vodil Fritz-Julius Lemp. Znana je po tem, da je 3. septembra 1939 potopila prvo ladjo, ki so jo potopile nemške podmornice od vseh v vojni. V bojih je sodelovala zgolj v prvem vojnem letu in v tem času opravila 8 patrulj v katerih je v 189 dneh operativne plovbe potopila 17 ladij s skupno tonažo 86.490 BRT. Zatem je bila uporabljana v šolski enoti za namene urjenja novincev. Svoj konec je dočakala v zadnjih dneh vojne, ko so jo namerno potopili.

## Zgodovina

### 1936-39
Vse od njenih začetkov v oktobru 1936 je sodila v sestavo druge podmorniške flotilje (2. Unterseebootsflottille), ki se je imenovala "Saltzwedel", po podmorniškem asu prve svetovne vojne, Reinholdu Saltzwedlu. Flotilja je imela svoj sedež v vojaškem pristanišču Wilhelmshaven in tu je imela bazo U-30 skupaj s še nekaterimi drugimi podmornicami. V prvih dveh letih ji je poveljeval Hans Cohausz, v letu 1938 jo je šest mesecev vodil Hans Pauckstadt, od novembra 1938 pa je bil njen kapitan Fritz-Julius Lemp, ki jo je nato tudi popeljal v vojno.

### 1939-40: druga svetovna vojna
Ob začetku vojne je bil njeni prvi častnik Hans-Peter Hinsch, ki je kasneje napredoval in postal kapitan kar treh različnih podmornic in bil pri tem zmerno uspešen ter je celo preživel vojno. Svoje prve bojne izkušnje pa si je nabral v prvih mesecih vojne na U-30.

#### Prva patrulja in potopitevAthenije
Na prvo plovbo se je podala še pred izbruhom sovražnosti. 22. avgusta je krenila iz Wilhelmshavna in tako je bila 3. septembra ob začetku vojnega stanja že v pripravljenosti v vodah severozahodne Britanije. Tako je v zgodnjih večernih urah tega dne torpedirala prvo ladjo, ki jo je uspelo napasti katerikoli nemški podmornici. Njena žrtev je bila britanska 13.581 tonska potniška ladja Athenia, na krovu katere je bilo 1418 ljudi. Ladja je bila zadeta z enim torpedom in se je počasi potapljala vse do naslednjega dopoldneva, ko se je končno potopila. Pri tem je bilo ob življenje 112 ljudi, 19 članov posadke in 93 potnikov, od katerih je bilo 28 ameriških državljanov. Potopitev Athenije je bila za Nemce huda propagandna napaka, ki so se je takoj zavedli in zato so jo zanikali. Šli so celo tako daleč, da so podmorničin dnevniški zapis iz tega dne izbrisali, da bi s tem dejanje prikrili. Sam kapitan Lemp pa se je po vrnitvi znašel pod udarom kritik, čeprav se je branil, da je napadel zatemnjeno ladjo, ki je plula cikcakasto in je zato domneval, da gre za pomožno križarko in ne za potniško ladjo. Zavedal se je, da se ne sme napasti potniških ladij, saj so bili taki ukazi iz vrha, kjer so se spominjali tovrstnih posledic iz prejšnje vojne, ki so bile za Nemčijo pogubne. Sam se je kmalu po napadu napake zavedel in v panični reakciji področje hitro zapustil in zaradi tega sploh ni nudil pomoči brodolomcem. Da je bila zadeva za Nemce še slabša, je poskrbelo dejstvo, da je bilo med potniki preko tristo ameriških državljanov in novica o potopitvi ladje je negativno za njih odjeknila v samih ZDA. Posledično so si Nemci že prvi dan vojne storili slabo uslugo, saj je javno mnenje pri nasprotnikih in v nevtralnih državah po celem svetu bilo prepričano v krutost in brezobzirnost načina nemškega vojskovanja.
Po tem dogodku je Lemp nadaljeval patruljo in potopil še dve ladji. 11.septembra je ustavil 4.425 tonski britanski tovorni parnik Blairlogie, počakal da se vsi člani posadke umaknejo in ga potopil. Tako tokrat ni bilo nobenih človeških žrtev. Brodolomcem je celo nudil pomoč, tako da jim je dal pijačo in cigarete.  Zatem je 14. septembra ponovno brez žrtev potopil britansko 5.200 tonsko tovornjačo Fanad Head. Se je pa ob tem prvič sam znašel v nevarnosti saj so iz ladje poslali radijski signal o napadu na njih in ta je priklical angleška letala iz bližnje letalonosilke HMS Ark Royal (91). Tako se je U-30 znašla pod napadom in v njem imela neverjetno srečo, da so kar dvakrat eksplodirajoči deli nanjo odvrženih letalskih bomb zrušili napadajoči letali Blackburn Skua, sama pa je pri tem ostala cela. Iz zrušenih letal so uspeli rešiti dva letalca, dva sta pa izgubila življenje. Le eden od njenih članov posadke je bil pri tem huje ranjen, in tega so odpeljali na Islandijo in ga 19. septembra prepustili nemški tovorni ladji, ki je tam našla zavetje pred vojno v pristanišču Reykjavik. Mornar je tam ostal vse do maja 1940, ko je Britanija okupirala Islandijo in tedaj končal v vojnem ujetništvu.
Po teh dogodkih se je podmornica usmerila proti domu in tja prispela 27. septembra po 37 dneh plovbe v kateri je potopila tri ladje s skupno tonažo 23.206 BRT. Najbolj pa je ostala v spominu njena prva potopitev, ki je v marsičem vplivala na nadaljnji potek vojne na morju, predvsem v propagandnem in psihološkem smislu.

#### Druga patrulja
V drugo je krenila v vojno 9. decembra. Toda po dveh dneh plovbe se ji je pokvaril dizelski motor in je bila zato prisiljena prekiniti patruljo. Domov se je vrnila 14. decembra po šestih dneh drugače mirne plovbe.

#### Tretja patrulja: poškodba bojne ladjeHMS Barham
Zatem se je ponovno odpravila od doma 23. decembra. Tokrat je bila njena naloga položitev minskega polja, seboj je namreč tovorila 12 min tipa TMB. Še pred tem, 28. decembra, je v vodah severne Škotske odkrila in napadla dve ladji. Obe sta bili vojni, prva je bila majhna 325 tonska HMS Barbara Robertson, ki jo je potopila z uporabo svojega krovnega topa kalibra 88 mm. Pri tem je bil ob življenje en član posadke, 16 pa se jih je uspelo rešiti. Druga pa je bila pravo nasprotje prve. Šlo je za veliko 31.100 tonsko bojno ladjo HMS Barham (04), ki jo je podmornica uspela zadeti z enim torpedom. To sicer ni bilo dovolj za potopitev, je pa bila velika oklepnica dokaj poškodovana in potrebna so bila dolgotrajna popravila, ki so trajala naslednjih šest mesecev, in za ta čas je bila izven uporabe. Pri tem so bili ubiti štirje člani njene posadke. Oklepnica pa potem vojne ni preživela, novembra 1941 jo je ob veliki izgubi življenj potopila druga nemška podmornica, in sicer U-331.
Po tem je U-30 na dan 6. januarja odložila svoj tovor min v bližini pristanišča Liverpool in se brez težav odmaknila in se vrnila domov. Položene mine pa so v naslednjih dveh mesecih zahtevale številne žrtve. Prvi je na eno od njih naletel britanski 7.267 tonski tanker El Oso, ki se je potopil 11. januarja in seboj vzel štiri člane posadke. Pet dni kasneje je bila poškodovana 5.642 tonska tovorna ladja Gracia, ki je zatem nasedla na obalo toda kasneje so jo uspeli rešiti in popraviti. Naslednji dan, 17. januarja, je prišel na vrsto 5.494 tonski Cairnross, ki se je potopil brez izgube človeških življenj. Zatem je 7. februarja na mino naletela komaj dve leti stara 4.305 tonska motorna potniška ladja Munster, ki pa se je tudi potopila brez vzetih človeških žrtev. Dva dni kasneje, 9. februarja, je 5.406 tonski Chagres postal naslednja žrtev minskega polja. Pri tem sta se ubila dva člana posadke. Preostale mine so potem mirovale cel mesec dni, 8. marca je na eno od njih naletel 5.068 tonski tovorni parnik Counsellor. To je bila zadnja žrtev tega minskega polja, ki je vzelo pet ladij in še eno hudo poškodovalo, vse ladje so bile britanske. 
Med tem se je U-30 17. januarja vrnila v svojo bazo po 26 dneh te uspešne plovbe v kateri je direktno ali posredno potopila 6 ladij s skupno tonažo 27.865 BRT in še poškodovala eno komercijalno (5.642 BRT) in eno veliko vojno ladjo (31.100 BRT).

#### Četrta patrulja
Marca 1940 je opravila patruljo v vodah ob norveški obali, kjer pa ni uspela potopiti nobene ladje. Kljub temu pa plovba ni bila brez zanimivih dogodkov. Na pot se je odpravila 11. marca in že dva dni kasneje se je znašla v spopadu z angleško podmornico. To je bila HMS Truant (N 68), na katero je izstrelila dva torpeda, ki pa sta oba zgrešila cilj. Zatem je 29. marca rešila vse štiri člane posadke nemškega izvidniškega vodnega letala Dornier Do 18, ki je po okvari motorja zasilno pristalo na vodi 40 milj od obale. Pri tem so s podmornice nemočno letalo uničili, da ne bi prišlo v roke nasprotniku. Po tem se je naslednji dan, 30. marca, vrnila v bazo po 20 dneh plovbe.

#### Peta patrulja
Vsega nekaj dni po prihodu iz zadnje patrulje, 3. aprila, se je ponovno odpravila na morje. In tudi tokrat je imela za cilj norveške vode, saj je morala podpreti napad na to državo, ki se je začel 9. aprila. Toda tako kot prejšnjič tudi tokrat ni uspela potopiti nobene ladje in se je 4. maja po 32 dneh plovbe vrnila iz te neuspešne patrulje.

#### Šesta patrulja
8. junija se je v šesto podala na vojno patruljo. Po zadnjih dveh plovbah v norveških vodah, se je tokrat odpravila v območje jugozahodno od Britanije. Tam je bil ladijski promet najgostejši in kmalu je dosegla uspehe v lovu na njih. 20. junija zvečer je napadla konvoj HG-34F in z enim torpedom zadela britansko 4.876 tonsko tovorno ladjo Otterpool, ki je tovorila preko 8 tisoč ton železove rude za britansko jeklarsko industrijo. Zadetek je bil za nesrečno ladjo usoden in seboj na dno morja je potegnila še 23 članov posadke, med njimi tudi poveljnika, 16 pa se jih je uspelo rešiti, potem ko jih je iz vode pobrala spremljajoča vojna ladja. Dva dni kasneje je 80 milj južno od Irske uspela ujeti osamljeno ladjo, ki se je izgubila iz svojega konvoja. To je bil 3.999 tonski norveški Randsfjord, ki ga je zadela z enim torpedom in se je potopil v vsega treh minutah. Pri tem se je večini posadke uspelo rešiti, razen štirih, ki so bili ob življenje, med temi je bil tudi njihov kapitan. Zatem se je podmornica premaknila nekoliko južneje in na naslednji ulov čakala nadaljnjih šest dni. Potem je 28. junija ponovno uspela ujeti ladjo, ki je plula osamljena, potem ko se je izgubila iz svojega konvoja. To je bil 5.053 tonski britanski parnik Llanarth, ki je bil potopljen brez da bi pri tem bil kdo ob življenje, vseh 35 članov posadke se je rešilo. V zgodnjih jutranjih urah 1. julija je U-30 potopila naslednjo ladjo. To je bila britanska 5.218 tonska motorna tovorna ladja Beignon, ki je plula v konvoju SL-36 in je imela na krovu poleg lastne posadke še 86 ljudi, ki jih je pobrala iz morja, potem ko se je njihova ladja potopila dva dni pred tem. Beignonje bila zadeta s torpedom in seboj na dno je vzela še šest življenj, tri člane posadke in tri rešence, ki so tako v nekaj dneh doživeli dva brodoloma. Ostalih 111 mornarjev so rešile vojne ladje, ki so spremljale konvoj. Sledila je še zadnja potopitev te uspešne patrulje. 6. julija je šla na dno egiptovska 3.154 tonska tovorna ladja Angele Mabro, ki jo je zadela z enim torpedom in pri tem ni bilo preživelih. Ni znano koliko ljudi je bilo na ladji, ve se le da nihče ni preživel.
Potem ko je potopila 5 ladij s skupno tonažo 22.300 BRT se je podmornica odpravila v svojo bazo. Toda tokrat ji ni bilo potrebno vračati se okoli Britanije domov v Nemčijo. Po zmagi v bitki za Francijo so Nemci zasedli francoska atlantska pristanišča in jih začeli uporabljati za svoje namene. U-30 je v enega od njih, Lorient, priplula 7. julija po 30 dneh plovbe in s tem bila prva nemška podmornica, ki je vplula tja. Kasneje so ji sledile še mnoge druge, toda ona je bila prva.

#### Sedma patrulja
Le šest dni po prihodu v Lorient, 13. julija, se je ponovno podala na plovbo. Tokrat se je usmerila na jug, v vode zahodno od Španije in Portugalske, koder so plule ladje v prometu med Britanijo in Afriko. To pa ni bila uspešna patrulja za U-30, ki je tokrat potopila zgolj eno ladjo. Dne 21. julija je ujela majhno, komaj 712 tonsko britansko tovorno ladjico Ellaroy, počakala da se njena posadka izkrca in jo potopila z enim torpedom. Pri tem ni bilo človeških žrtev, vseh 16 mornarjev se je rešilo. Tri dni po tem osamljenem uspehu se je vrnila v svojo bazo po tej 12 dni trajajoči plovbi.

#### Osma, zadnja patrulja
Zadnjič se je podala v vojno 5. avgusta, ko je tudi zadnjič izplula iz francoskega Lorienta. Tokrat jo je pot vodila okoli Britanskega otočja nazaj domov v Nemčijo. Pri tem ji je uspelo potopiti dve ladji. 9. avgusta je bila njena žrtev švedska motorna tovorna ladja Canton, ki je plula v Liverpool in je bila zaradi tega kljub švedski nevtralnosti upravičen cilj. Pri potopitvi je bila ob življenje polovica od 32 članske posadke. Druga in nasploh zadnja žrtev podmornice U-30 je bila britanska 6.628 tonska parna tovorna ladja Clan Macphee, ki jo je 16. avgusta potopila ob napadu na konvoj OB-197. Pri tem je bilo ubitih 67 članov posadke, med njimi tudi ladijski poveljnik, 41 pa se jih je uspelo rešiti, potem ko jih je pobrala druga ladja iz istega konvoja. Iz te zadnje vojne patrulje se je 30. avgusta vrnila v Kiel po 26 dneh plovbe v kateri je potopila dve ladji s skupno tonažo 12.407 BRT.

### 1940-45: v enoti za urjenje
Po osmih vojnih patruljah so tedaj štiri leta staro podmornico vzeli iz operative in jo namenili za urjenje novincev, ki so prihajali iz šol. Nemčija je na veliko gradila nove podmornice novejših tipov, stare tako kot U-30 pa so potrebovali za usposabljanje mornarjev, ki naj bi nato prevzeli najnovejša plovila in se z njimi odpravili v boj. Tako je od 1. decembra 1940 sodila v 24. flotiljo (24. Unterseebootsflottille ali Ausbildungsflottille), ki je delovala v Baltiku. Tu je bila vse do 30. novembra 1943, ko so jo prestavili v 22. flotiljo s sedežem v baltiškem pristanišču Gotenhafen (današnja poljska Gdyna) in tja je sodila vse do 23. januarja 1945, ko so jo zaradi starosti vzeli iz uporabe. V tem času se je na njej izmenjalo devet različnih poveljnikov in njihovih posadk, ki so opravili vsak po več mesecev trajajoče urjenje. 

### 1945: konec
Ob koncu vojne so Nemci množično potapljali svoja plovila, da ne bi prišla v roke nasprotnikom. Takšno usodo je delila tudi U--30, ki so jo 5. maja 1945 v zalivu Kupfermühlen v bližini pristanišča Flensburg navrtali in potopili. Razbitino so kasneje, leta 1948, dvignili in razrezali. Takšen je bil konec za podmornico, ki se je zapisala v zgodovino kot prva podmornica, ki je v drugi svetovni vojni nasprotniku potopila ladjo in je na svojem rovašu imela skupaj 17 potopljenih ladij s tonažo 86.490 BRT. 

## Poveljniki
| Poveljniki |                      |                   |                                      |
| Št.        | Čin                  | Ime               | Poveljstvo                           |
| 1.         | Kapitänleutnant      | Hans Cohausz      | 8. oktober 1936 - 31. oktober 1938   |
| 2.         | Kapitänleutnant      | Hans Pauckstadt   | 15. februar 1938 - 17. avgust 1938   |
| 3.         | Kapitänleutnant      | Fritz-Julius Lemp | November 1938 - September 1940       |
| 4.         | Korvettenkapitän     | Robert Prützmann  | September 1940 - 31. marec 1941      |
| 5.         | Oberleutnant zur See | Paul-Karl Loeser  | 1. april 1941 - April 1941           |
| 6.         | Oberleutnant zur See | Hubertus Purkhold | April 1941 - 22. april 1941          |
| 7.         | Oberleutnant zur See | Kurt Baberg       | 23. april 1941 - 9. marec 1942       |
| 8.         | Oberleutnant zur See | Hermann Bauer     | 10. marec 1942 - 4. oktober 1942     |
| 9.         | Leutnant zur See     | Franz Saar        | 5. oktober 1942 - 16. december 1942  |
| 10.        | Oberleutnant zur See | Ernst Fischer     | Maj 1943 - 1. december 1943          |
| 11.        | Oberleutnant zur See | Ludwig Fabricius  | 2. december 1943 - 14. december 1944 |
| 12.        | Oberleutnant zur See | Günther Schimmel  | 17. januar 1945 - 23. januar 1945    |

## Tehnični podatki
| Kategorije                                    | Podatki                       |
| --------------------------------------------- | ----------------------------- |
| Teža (t): na površju pod površjem polna Teža  | 626 745 915                   |
| Dolžina (m) - tlačni trup (m)                 | 54,51 - 45,50                 |
| Širina (m) - tlačni trup (m)                  | 5,85 - 4,70                   |
| Izpodriv (m)                                  | 4,37                          |
| Višina (m)                                    | 9,50                          |
| Moč (hp): na površju pod podvršjem            | 2.310 750                     |
| Hitrost (vozlov): na površju pod podvršjem    | 17 8                          |
| Doseg (milja/vozel): na površju pod podvršjem | 6.200/10 94/4                 |
| Torpeda/Torpedne cevi                         | 11/5 (4 na premcu, 1 na krmi) |
| Krovni top (mm)                               | 88                            |
| Mine                                          | 22 TMA                        |
| Posadka                                       | 42-46                         |
| Maksimalni potop (m)                          | 200                           |